# Postcrossing
Postcrossing je projekt umožňující výměnu pohlednic mezi registrovanými uživateli z celého světa. Hlavním jazykem projektu je angličtina. Ta je použita na oficiálních stránkách a měla by se používat i na zadní straně pohlednice, určené pro psaný vzkaz a adresu, pokud nemají odesílatel a příjemce žádný jiný společný jazyk. Registrace je zdarma.
Podle oficiálních statistik se k lednu 2023 projektu zúčastnilo přes 800 tisíc lidí z 208 různých zemí. Ti společně poslali více než 70 milionů pohlednic, které společně urazily více než 350 miliard kilometrů.
Nejvíce uživatelů pochází z Ruska (13,5 %), Tchaj-wanu (12,8 %) Číny (9,7 %), Spojených států (9,1 %) a Německa (7 %). Z Česka pochází 2,7 % všech registrovaných.

## Jak to funguje
Člověk, který se zaregistruje a pošle pohlednici náhodnému člověku do zahraničí, by měl na oplátku jednu obdržet. Každá odeslaná pohlednice musí obsahovat tzv. ID, krátký kód se zkratkou země a pořadím odeslání (např. CZ-4896). Příjemce pak tento kód registruje do systému a tím dá najevo, že pohlednici obdržel.
Každý registrovaný člen má také vlastní profil. Na tom se zobrazují statistiky odeslaných a obdržených pohlednic, kde je rovněž uvedena vzdálenost a čas, kterou každá pohlednice urazila. Také zde může uvést něco o sobě, a jaké pohlednice by rád obdržel. Tento profil je veřejný a vidí ho každý, kdo si danou osobu vylosuje.

## Historie
Projekt byl spuštěn 14. července 2005 Paulem Magalhãesem. Motivací k tomu mu byl fakt, že rád dostával poštu – především  pohlednice. Během několika dnů se na Paulovy stránky začalo registrovat čím dál tím více uživatelů z celého světa. V té době Postcrossing stále hostil na svém starém počítači ze svého domu.
Postupem času se projekt, hlavně díky médiím, stával čím dál tím víc populárnější. 11. dubna 2008 tak byla poslána miliontá pohlednice z Turecka do Rumunska.
| Datum odeslání    | Pořadí | Odkud      | Kam         | Ref.          |
| ----------------- | ------ | ---------- | ----------- | ------------- |
| 11. dubna 2008    | 1      | Turecko    | Rumunsko    | [ 6 ]         |
| 26. února 2009    | 2      | Německo    | Norsko      | [ 7 ]         |
| 24. září 2009     | 3      | Finsko     | Slovinsko   | [ 8 ]         |
| 28. března 2010   | 4      | Česko      | Nizozemsko  | [ 9 ]         |
| 24. srpna 2010    | 5      | Itálie     | Norsko      | [ 10 ]        |
| 30. prosince 2010 | 6      | Španělsko  | Německo     | [ 5 ]         |
| 19. dubna 2011    | 7      | Čína       | Nizozemsko  | [ 5 ]         |
| 2. srpna 2011     | 8      | Finsko     | Japonsko    | [ 5 ]         |
| 3. listopadu 2011 | 9      | Čína       | Rusko       | [ 5 ]         |
| 27. ledna 2012    | 10     | Japonsko   | Německo     | [ 11 ]        |
| 3. dubna 2012     | 11     | USA        | Island      | [ 5 ]         |
| 12. června 2012   | 12     | USA        | Nizozemsko  | [ 5 ]         |
| 22. srpna 2012    | 13     | Hongkong   | Rusko       | [ 5 ]         |
| 25. října 2012    | 14     | Nizozemsko | Honduras    | [ 5 ]         |
| 31. prosince 2012 | 15     | Německo    | Itálie      | [ 12 ]        |
| 4. března 2013    | 16     | Ukrajina   | Rusko       | [ 5 ]         |
| 1. května 2013    | 17     | Rusko      | Austrálie   | [ 5 ]         |
| 3. července 2013  | 18     | Finsko     | Tchaj-wan   | [ 5 ]         |
| 2. září 2013      | 19     | Ukrajina   | Německo     | [ 5 ]         |
| 28. října 2013    | 20     | USA        | Tchaj-wan   | [ 13 ]        |
| 23. prosince 2013 | 21     | Nizozemsko | Itálie      | [ 5 ]         |
| 17. února 2014    | 22     | Nizozemsko | Polsko      | [ 5 ]         |
| 29. března 2014   | 23     | Německo    | Austrálie   | [ 14 ]        |
| 31. května 2014   | 24     | Lotyšsko   | Japonsko    | [ 15 ]        |
| 10. srpna 2014    | 25     | Nizozemsko | Německo     | [ 16 ]        |
| 10. října 2014    | 26     | USA        | Hongkong    | [ 17 ]        |
| 7. prosince 2014  | 27     | Japonsko   | Tchaj-wan   | [ 18 ]        |
| 5. února 2015     | 28     | Nizozemsko | Německo     | [ 19 ]        |
| 2. dubna 2015     | 29     | Nizozemsko | USA         | [ 20 ] [ 21 ] |
| 2. června 2015    | 30     | Německo    | Portugalsko | [ 22 ]        |
| 5. srpna 2015     | 31     | Nizozemsko | Filipíny    | [ 23 ]        |
| 6. října 2015     | 32     | Rumunsko   | USA         | [ 24 ]        |
| 6. prosince 2015  | 33     | Nizozemsko | Japonsko    | [ 25 ]        |
| 4. února 2016     | 34     | Finsko     | Německo     | [ 26 ]        |
| 31. března 2016   | 35     | Hongkong   | USA         | [ 27 ]        |
| 31. května 2016   | 36     | Čína       | USA         | [ 28 ]        |

## Přehled uživatelů
Údaje z 10. února 2023.
| Pořadí | Země               | Počet uživatelů | Poslaných pohlednic |
| ------ | ------------------ | --------------- | ------------------- |
| 1.     | Rusko              | 115 105         | 8 324 180           |
| 2.     | Tchaj-wan          | 109 000         | 2 878 846           |
| 3.     | Čína               | 72 100          | 2 881 413           |
| 4.     | USA                | 71 107          | 8 400 718           |
| 5.     | Německo            | 58 996          | 11 955 121          |
| 6.     | Nizozemsko         | 38 732          | 5 088 528           |
| 7.     | Polsko             | 32 116          | 1 616 950           |
| 8.     | Bělorusko          | 32 061          | 2 646 157           |
| 9.     | Ukrajina           | 26 224          | 1 600 170           |
| 10.    | Česko              | 21 992          | 1 829 146           |
| 11.    | Francie            | 17 994          | 1 443 018           |
| 12.    | Spojené království | 17 754          | 1 484 563           |
| 13.    | Finsko             | 16 896          | 4 115 329           |
| 14.    | Japonsko           | 11 873          | 1 716 510           |
| 15.    | Indie              | 11 332          | 432 086             |

| Pořadí | Země               | Počet uživatelů | Poslaných pohlednic |
| ------ | ------------------ | --------------- | ------------------- |
| 1.     | Německo            | 58 996          | 11 955 121          |
| 2.     | Rusko              | 71 107          | 8 400 718           |
| 3.     | USA                | 115 105         | 8 324 180           |
| 4.     | Nizozemsko         | 38 732          | 5 088 528           |
| 5.     | Finsko             | 16 896          | 4 115 329           |
| 6.     | Čína               | 72 100          | 2 881 413           |
| 7.     | Tchaj-wan          | 109 000         | 2 878 846           |
| 8.     | Bělorusko          | 32 061          | 2 646 157           |
| 9.     | Česko              | 21 992          | 1 829 146           |
| 10.    | Japonsko           | 11 873          | 1 716 510           |
| 11.    | Polsko             | 32 116          | 1 616 950           |
| 12.    | Ukrajina           | 26 224          | 1 600 170           |
| 13.    | Spojené království | 17 754          | 1 484 563           |
| 14.    | Francie            | 17 994          | 1 443 018           |
| 15.    | Kanada             | 10 855          | 1 206 298           |

## Fórum
Stránky mají oficiální fórum, které členům umožňuje rozebrat všechny aspekty projektu s ostatními uživateli, účastnit se různých her či se dohodnout na výměně pohlednic (swap), známek a v podstatě čehokoliv.

### „Hry“ na fóru
Na fóru se hraje mnoho „her“. Většina z nich spočívá ve vzájemném posílání pohlednic či jiných předmětů.

#### Bingo
Bingo je na fóru velice oblíbená hra. Pokud chcete bingo vyhrát, musíte získat pohledy z co nejvíce různých míst. Umístění „binga“ je různé. Pokud například hrajete novozélandské bingo, musíte získat alespoň jednu pohlednici z každého ze šestnácti novozélandských regionů. To samé platí pro odesílání pohlednic.

#### Tagy
První uživatel zvolí téma tagu (například Vánoce) a zpravidla nabídne prvnímu, kdo jej „tagne“, že mu pošle pohled k danému tématu. Pod „tagnutím“ rozumíme, že další účastník tagu napíše „tag“ a jméno předchozího hráče (např. tag Lucy). Tím se zaváže k tomu, že danému uživateli (v tomto případě Lucy) pohled k danému tématu. Musí jej proto požádat o adresu a v rozumné době pohled poslat.
Některé tagy fungují i obráceně. Místo toho, abyste pohled posílali, jej od „taglého“ uživatele dostáváte a posíláte jej tomu, kdo vás „tagne“.

#### Další hry
Mezi další „hry“ patří například Round Robin, Loterie, Cestující hračky nebo Cestující deníky.

## Direct swaps
Swap je přímá výměna pohlednic s předem domluvenou osobou. Zpravidla se posílají pohlednice, které si předem vyberete. Na svém profilu si můžete nastavit, jestli máte o swap zájem. Poslané pohlednice se však nezapočítávají do statistik uživatele.

## Poštovní známky s tématem postcrossingu

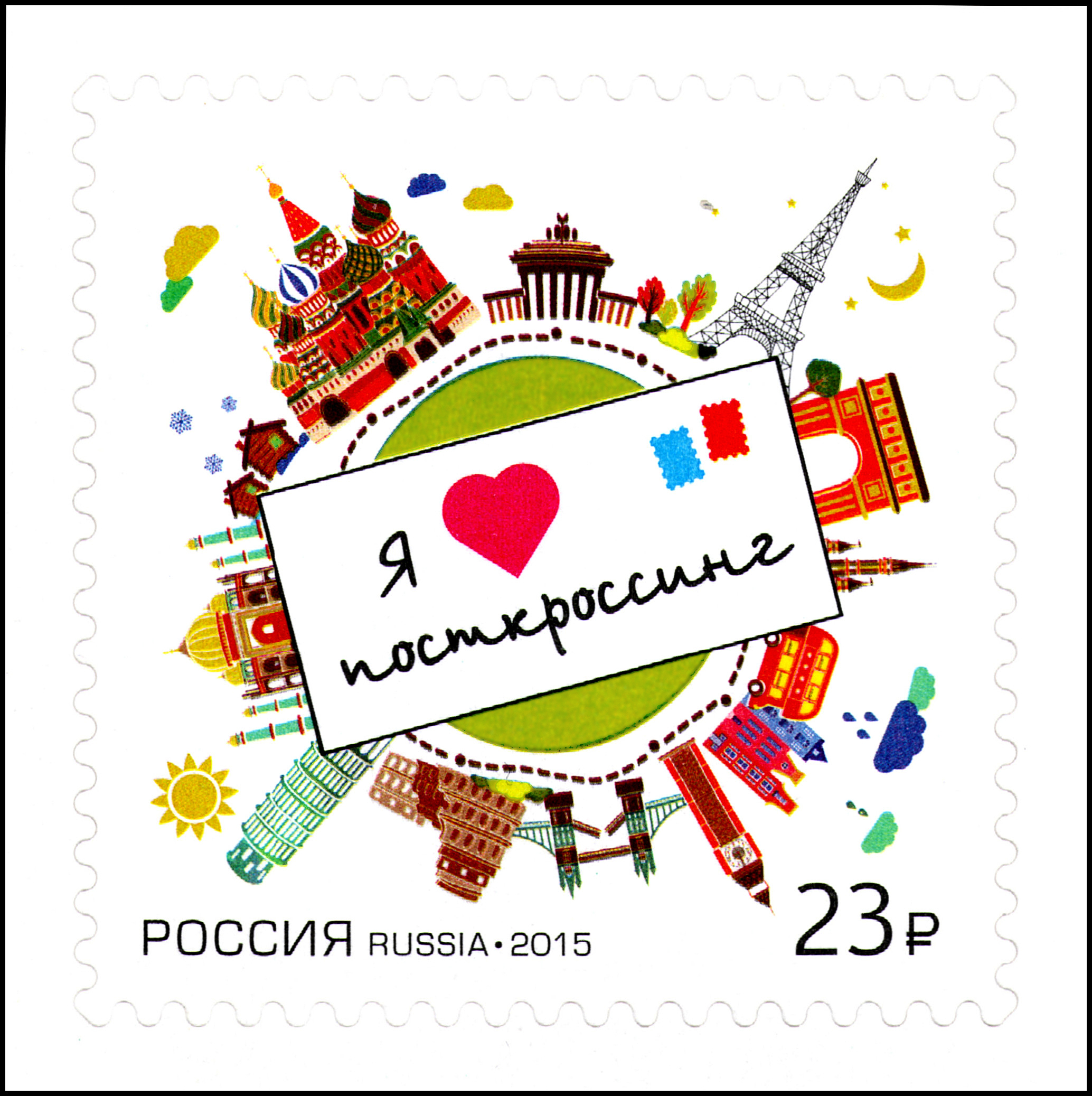
Postcrossingová známka Ruska

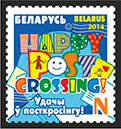
Běloruská známka

Mnoho zemí z celého světa vydalo poštovní známky s tematikou Postcrossingu. První vyšla 14. řina 2011 v Nizozemsku.
2. září 2015 vydala Česká pošta první poštovní známku s motivem Postcrossingu. Její autorkou je Portugalka Maria Nogueirová. Známka má nominální hodnotu E a je na ní vyobrazeno, jak celý Postcrossingufunguje. Známka má rozměr 23 × 30 mm a je na ní napsáno „Postcrossing“. 
Dle České pošty se jedná o první poštovní známku na světě, jejíž tvorba byla přímo konzultována se zástupci Postcrossingu. Celkem se jedná o 7. známku na světě věnovanou Postcrossingu.
| Datum vydání | Země            | Počet známek v sérii | Rozměr          | Náklad    |
| ------------ | --------------- | -------------------- | --------------- | --------- |
| 14. 10. 2011 | Nizozemsko      | 10                   | 37 × 26 mm      | 626 tisíc |
| 9. 9. 2013   | Finsko          | 4                    | 41 × 41 mm      | 400 tisíc |
| 2. 1. 2014   | Bělorusko       | 1                    | 28 × 30 mm      | 120 tisíc |
| 28. 5. 2014  | Guernsey        | 1                    | 30,5 × 25,73 mm |           |
| 27. 1. 2015  | Rusko           | 1                    | 37 × 37 mm      | 297 tisíc |
| 29. 5. 2015  | Slovinsko       | 1                    | 37.5 × 30 mm    | 50 tisíc  |
| 2. 9. 2015   | Česko           | 1                    | 23 × 30 mm      |           |
| 9. 10. 2015  | Ukrajina        | 1                    | 30 × 30 mm      | 200 tisíc |
| 7. 11. 2015  | Kazachstán      | 1                    | 35 × 28 mm      | 25 tisíc  |
| 23. 12. 2015 | Bulharsko       | 1                    | 49 × 29 mm      | 38 tisíc  |
| 25. 3. 2016  | Rusko           | 1                    | 37 × 37 mm      | 414 tisíc |
| 29. 3. 2016  | Nizozemsko      | 10                   | 36 × 25 mm      | 156 tisíc |
| 16. 7. 2016  | Guernsey        | 2                    | 30 × 36 mm      |           |
| 21. 5. 2016  | Rakousko        | 1                    | 35,5 × 35,5 mm  | 250 tisíc |
| 14. 7. 2016  | Polsko          | 1                    | 40,5 × 40,5 mm  | 300 tisíc |
| 3. 1. 2017   | Bělorusko       | 1                    | 32 × 31 mm      | 90 tisíc  |
| 24.2.2017    | Rumunsko        | 1                    | 48 × 33 mm      | 26 240    |
| 5. 6. 2017   | Indonésie       | 3                    |                 |           |
| 7. 9. 2017   | Švýcarsko       | 3                    |                 |           |
| 5. 10. 2017  | Irsko           | 1                    | 51 × 30 mm      |           |
| 2.2.2018     | Maďarsko        | 1                    | 30 × 40 mm      | 240 tisíc |
| 23. 6. 2018  | Moldavsko       | 1                    |                 |           |
| 7. 6. 2019   | Alandy (Finsko) | 1                    | 38 × 38 mm      |           |
| 14. 7. 2020  | Brazílie        | 1                    | 65 × 32 mm      | 600 tisíc |

### Související známky
- Bookcrossing
- Pohlednice
- Poštovní známka
- Filatelie